# Zhang Yimou
Zhang Yimou (Chinees: 張藝謀 / 张艺谋) (Xi'an, 2 april 1950) is een Chinese filmregisseur.
Zhang maakt deel uit van een groep filmmakers die de 'Vijfde Generatie' wordt genoemd. Deze groep is na de Culturele Revolutie begonnen met films maken. De films van de vijfde generatie durven het oude stramien van de Chinese film te doorbreken door het China dat ze kennen te ontmantelen. De films hebben niet het socialistische heroïsme van de arbeider dat in de films onder Mao Zedong gebruikelijk was. Van deze groep maken ook Chen Kaige en Zhang Junzhao deel uit.
Zhang Yimou groeide op in het socialistische China en is hierdoor sterk gevormd. Door zijn werk als fotograaf werd hij toegelaten op de filmacademie. Zhang heeft in 1982 zijn opleiding tot filmmaker afgerond aan de filmacademie in Peking. Voordat hij filmmaker werd was hij werkzaam als fotograaf.
De actrice Gong Li is een tijdlang Zhangs muze geweest: ze speelde in vele van zijn films, onder andere Raise the Red Lantarn en The Story of Qiu Ju. Later liet Zhang haar echter vallen voor de jongere Zhang Ziyi, die sindsdien in onder andere Hero en House of Flying Daggers heeft gespeeld. In 2006 werkten Zhang Yimou en Gong Li echter weer samen aan Curse of the Golden Flower.
Zhang was de regisseur van de spectaculaire openingsceremonie van de Olympische Zomerspelen van 2008.

## Filmografie
- 2024 - Di er shi tiao (Article 20)
- 2023 - Jian ru pan shi (Under the Light)
- 2023 - Manjianghong (Full River Red)
- 2022 - Ju ji shou (Sniper)
- 2021 - Xuan ya zhi shang (Cliff Walkers)
- 2020 - Yi miao zhong (One Second)
- 2018 - Shadow
- 2016 - The Great Wall
- 2014 - Guilai (Coming Home)
- 2011 - Jinling shisan chai (The Flowers of War)
- 2010 - Shanzhashu zhi lian (Under the Hawthorn Tree)
- 2009 - San qiang pai an jing qi (A Simple Noodle Story)
- 2006 - Man cheng jin dai huangjin jia (Curse of the Golden Flower)
- 2005 - Qian li zou dan ji (Riding Alone for Thousands of Miles)
- 2004 - Shi mian man fu (House of Flying Daggers)
- 2002 - Yingxiong (Hero of Jet Li Hero)
- 2001 - Xingfu shiguang (Happy Times)
- 1999 - Wo de fuqin muqin (The Road Home)
- 1999 - Yi ge dou bu neng shao (Not One Less)
- 1997 - You hua haohao shuo (Keep Cool)
- 1995 - Lumière et compagnie (Lumière and Company)
- 1995 - Yao a yao yao dao waipo qiao (Shanghai Triad)
- 1994 - Huozhe (To Live), verfilming van het gelijknamige boek van Yu Hua
- 1992 - Qiu Ju da guansi (Qiu Ju Goes to Court of The Story of Qiu Ju)
- 1991 - Da hong denglong gaogao gua (Raise the Red Lantern, De rode lantaarn), gebaseerd op een kort verhaal van Su Tong
- 1990 - Ju Dou
- 1989 - Daihao meizhoubao (Codename Cougar)
- 1987 - Hong gaoliang (Red Sorghum, Het rode korenveld)